# Lepuix-Neuf
Lepuix-Neuf és un municipi francès, es troba al departament del Territori de Belfort i a la regió de Borgonya - Franc Comtat. L'any 2004 tenia 249 habitants.

## Geografia
El municipi es troba al sud-est del Territori de Belfort, sobre un altiplà d'uns 400 m d'altitud, tocant al departament de l'Alt Rin.

## Demografia
| 1794 | 1851 | 1901 | 1946 | 1962 | 1975 | 1982 | 1999 | 2004 |
| ---- | ---- | ---- | ---- | ---- | ---- | ---- | ---- | ---- |
| 245  | 415  | 336  | 154  | 203  | 203  | 232  | 242  | 249  |